# Нанкье, Симон

Заглавная страница книги Симона Нанкье «De lubrico temporis, curriculo deque hominis miseria opusculum, necnon de …». 1577

Симон Нанкье (фр. Simon Nanquier; лат. Nanquerius) — латинско-французский писатель
 и поэт второй половины XV века, монах бенедиктинского ордена.
Известен поэмой дидактически-нравственного характера: «De lubrico temporis curriculo deque hominis miseria carmen», напечатанной в Париже около 1515 года с приложением его же стихотворения на смерть короля Франции Карла VIII. Она дважды переводилась на французский язык — в 1546 г. Жаном Параденом, под заглавием «Micropoedie», и в 1556 г. Пьером Пишаром, под заглавием «Mer du temps qui court».